# Eddie Cahill
Pour les articles homonymes, voir Cahill.
Eddie Cahill, né le 15 janvier 1978 à New York (New York), est un acteur américain.

## Jeunesse
Eddie Cahill naît à New York de parents d'origines italiennes et irlandaises. Il a deux sœurs : une plus âgée et une plus jeune. Il étudie à la Byram Hills High School, à New York, où il obtient son diplôme en 1996.

## Carrière
Il apparaît dans la pièce de Nicky Silver (en), The Altruists, en 2000 avant de faire son entrée à la télévision en juin 2000 dans Sex and the City. Plus tard, en octobre 2000, il obtient le rôle de Tag Jones, le nouvel assistant de Rachel, dans la série télévisée Friends. Il apparaît également dans des séries comme Charmed, Felicity ou encore New York, unité spéciale (Law & Order: Special Victims Unit).
En 2001, il signe un contrat avec WB pour jouer dans L'Île de l'étrange (Glory Days) mais, bien qu'ayant reçu des critiques positives, il doit arrêter en 2002. Non découragé, il continue à jouer dans des séries télévisées comme Haunted ou Dawson (Dawson's Creek).
Finalement, en 2004, il rejoint le casting de la série Les Experts : Manhattan (CSI: New York) où il interprète le rôle du détective Don Flack pendant 9 saisons.
Durant l'été 2012, il a joué dans la pièce de théâtre de David Adjmi (en) intitulée 3C à New York.

## Vie privée
Il s'est marié le 12 juillet 2009 à Los Angeles avec l'ex-mannequin Nikki Uberti, avec qui il est en couple depuis 2000. Ils ont eu un fils, Henry, en janvier 2010. Il a également plusieurs tatouages, dont un à l'épaule droite représentant le nom de sa femme dans un cœur traversé par une flèche, et surmonté d'une hirondelle.
Eddie Cahill est un fan des New York Rangers (équipe de hockey). Il a tenu un blog sur la NHL durant trois saisons. Il est aussi passionné de boxe.

## Filmographie

### Cinéma
- 2004 : Miracle : Jim Craig (hors de la glace) & Bill Ranford (scènes de match)
- 2005 : Les Seigneurs de Dogtown (Lords of Dogtown) de Catherine Hardwicke : Larry Gordon
- 2007 : This Is Not a Test (en) de Chris Angel : Robert Forte
- 2008 : The Narrows : Nicky Shades
- 2024 : Omni Loop : Mark
- 2025 : Materialists : Robert

### Télévision
- 2000 : Sex and the City : Sean (Saison 3, épisode 4)
- 2000 : Charmed : Sean (Saison 3, épisode 5)
- 2000 : Felicity : James (Saison 3, épisodes 9-11)
- 2000-2001 : Friends : Tag Jones (saison 7, épisodes 4-5;8-9;12;14 ; Saison 8, épisode 2)
- 2001 : New York, unité spéciale (Law & Order: Special Victims Unit) : Tommy Dowd (Saison 2, épisode 17)
- 2002 : Haunted : Nicholas Trenton (Saison 1, épisode 9)
- 2002 : Dawson (Dawson's Creek) : Max Winter (Saison 6, épisode 9)
- 2002 : L'Île de l'étrange (Glory Days) : Mike Dolan (Saison 1, 9 épisodes)
- 2004-2013 : Les Experts : Manhattan (CSI: New York) : Donald "Don" Flack Junior (Saison 1-9, 197 épisodes)
- 2014-2015 : Under The Dome : Sam Verdreaux (Saisons 2 et 3)
- 2016 : Conviction : Conner Wallace (Saison 1)
- 2019 : Los Angeles : Bad Girls : Michaël (Saison 1)
- 2019 : NCIS : Nouvelle-Orléans : Eddie Barrett (Saison 6 - épisodes 6,9,10)
- 2021 : Fantasy Island : Jake / James (Saison 1, épisodes 9-10)
- 2023 : Blue Bloods : Paul Gallagher (Saison 13, épisode 10)

### Théâtre
- 1999 : Gramercy Park is Closed to the Public : Dex
- 2000 : The Altruists : Lance
- 2011 : I Need a Quote : Un vendeur
- 2012 : 3C : Terry